# Tantilla vulcani
Tantilla vulcani este o specie de șerpi din genul Tantilla, familia Colubridae, descrisă de Campbell 1998. Conform Catalogue of Life specia Tantilla vulcani nu are subspecii cunoscute.